# Parfîlî, Lebedîn
Parfîlî (în ucraineană Парфили) este un sat în comuna Mîhailivka din raionul Lebedîn, regiunea Sumî, Ucraina.

## Demografie
Componența lingvistică a localității Parfîlî
     Ucraineană (100%)
Conform recensământului din 2001, toată populația localității Parfîlî era vorbitoare de ucraineană (100%).